# (72518) 2001 DP86
2001 دي بي 86 (ويعرف أيضًا باسم (72518) 2001 دي بي 86 وفق تسمية الكوكب الصغير) (بالإنجليزية: 2001 DP86)‏ هو كويكب ضمن حزام الكويكبات؛ وترتيبه 72518 من حيث الاكتشاف.
اكتُشف هذا الجُرم الفلكي بواسطة Peter Kušnirák ‏ في 25 فبراير 2001.

## وصلات خارجية
- (72518) 2001 DP86 في قاعدة بيانات مختبر الدفع النفاث لأجرام النظام الشمسي الصغيرة

- الاكتشاف · مخطط المدار ·  العناصر المدارية · المعلمات المادية

- (72518) 2001 DP86 على موقع ويكي سكاي: DSS2, SDSS, GALEX, IRAS, Hydrogen α, X-Ray, Astrophoto, Sky Map, Articles and images